# Alice (film)
Alice – francusko-brytyjsko-australijski dramat filmowy z 2019 roku w reżyserii i według scenariusza Josephine Mackerras.

## Fabuła
Wobec zniknięcia męża, który ukradł jej całe pieniądze na usługi seksualne, Alice grozi utrata domu. Zdesperowana kobieta podejmuje pracę w agencji towarzyskiej.

## Obsada
- Emilie Piponnier jako Alice Ferrand
- Martin Swabey jako François Ferrand
- Chloé Boreham jako Lisa
- David Coburn jako drugi klient
- Marie-Laure Dougnac jako Véra
- Etienne Guillou-Kervern jako bankier